# 川澄政

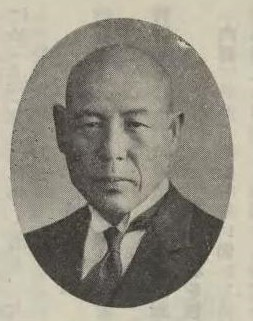
川澄政

川澄 政（1878年 - 没年不明）は、日本の発明家、実業家。豆炭の発明者。
愛知県田原町出身。17歳の時に日清戦争の海軍機関兵を志願し、その後、機関の操縦に11年間従事した。1906年（明治39年）1月に大阪で一等機関士の免状を得て、翌年に郵船三池丸に乗船し、その後齊州丸に転船した。その時にたまたま貨物として煉炭を運搬したことがきっかけとなり、煉炭の改良研究に進んだ。

## 特許
- 特許第34213号 川澄式煉炭焼成窯